# Orazio Costante Grossoni

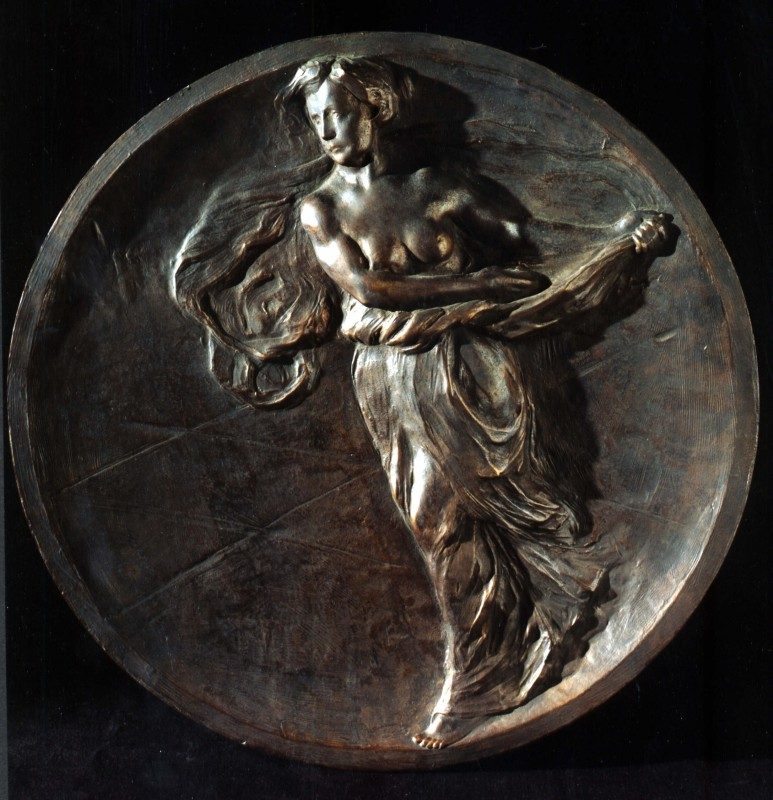
La seminatrice (Fondazione Cariplo)

Orazio Costante Grossoni (Milano, 18 ottobre 1867 – Milano, 18 maggio 1952) è stato uno scultore italiano.

## Biografia
Formatosi all'Accademia di Belle Arti di Brera a Milano con Raffaele Casnedi e Ambrogio Borghi, frequenta lo studio dello scultore Ernesto Bazzaro. Con ritratti e opere di genere partecipa alle prime tre edizioni della Triennale di Milano, vincendo nel 1894 il premio Fumagalli con la scultura Prime nebbie. È presente inoltre alle principali manifestazioni nazionali ed internazionali tra le quali le rassegne di Torino (1898), Milano (1906) e l'Universale di Parigi del 1900 dove ottiene la medaglia d'argento. A partire dai primi anni del Novecento diviene apprezzato artefice della plastica funeraria: ricordiamo le edicole Bocconi (1901-1914) e Sacchetti (1921) e il monumento Antonio Ascari (1928) al Cimitero Monumentale di Milano. Esegue inoltre modelli per medaglie e nel 1936-1939 lavora per la Fabbrica del Duomo di Milano.

## Opere
- Schiava, opera in gesso a grandezza naturale (1891)
- Busto ritratto, opera in gesso (1891)
- Al sole, opera in bronzo (1894)
- Prime nebbie, opera in gesso di piccole dimensioni (1894)
- Nell'acqua, mezza figura in gesso (1897)
- La poesia della preghiera, scultura funebre per la tomba di Margherita Perelli Paradisi (1897)
- In cimitero, opera in gesso copia di La poesia della preghiera (1898)
- La seminatrice, medaglione in bronzo (1898-1910)
- Figura di dolente, scultura funebre in bronzo per la tomba di L. Candiani (1899)
- Premiers brouillards, opera in bronzo, con lo stesso tema di Prime nebbie (1900)
- La fine della vita terrestre confortata dall'Innocenza, scultura funebre per la famiglia Oldani, realizzata con Giuseppe Boni (1900)
- Monumento funebre per la famiglia Bocconi, presso il Cimitero Monumentale di Milano, realizzato con Giuseppe Boni (1901-1914)
- Edicola Origgi, scultura funebre in marmo di Carrara e bronzo, realizzata con G. Boni (1904-1905)
- Fra i fiori, opera in marmo (1906)
- Scultura funebre per il capomastro Giovanni Bottelli, presso il Cimitero Monumentale di Miano (1907)
- Busto ritratto di Giuseppe Rovani (1907)
- Busto ritratto di Carlo Mancini, opera in marmo di Candoglia a grandezza naturale (1910)
- Ritratto della signora Amelia Solimena di Malta, opera in marmo di Candoglia (1910)
- Tomba del tenente Ado Baj Macario (1919, rimaneggiata nel 1930)
- Edicola Sacchetti, monumento funebre realizzato con A. Cavallazzi (1921)
- Al lavatoio, opera in bronzo (1926)
- Tomba del pilota automobilistico Antonio Ascari presso il Cimitero Monumentale di Milano (1928)
- Gloria, opera in bronzo (1928)
- Madonna e Vergine con il Bambino, bassorilievi in bronzo presso il Cimitero Monumentale di Milano (1932)
- S. Pier Damiani, scultura in marmo per il Duomo di Milano (1936-1939, il modello in gesso è conservato presso il Museo del Duomo)